# دوسلدورف-لایشتنبروایش
دوسلدورف-لایشتنبروایش (به آلمانی: Lichtenbroich) یک منطقهٔ مسکونی در آلمان است که در District 6 واقع شده‌است.